# شهرستان اسمیت (کانزاس)
شهرستان اسمیت، کانزاس (به انگلیسی: Smith County, Kansas) شهرستانی در ایالات متحده آمریکا است که در کانزاس واقع شده‌است.